# سیدروناتریت
سیدروناتریت  (به انگلیسی: Sideronatrite) با فرمول شیمیایی Na2Fe3 + [OH] (SO4)2. 3H2O از مجموعه کانی هاست و در آب گرم محلول است و با آب سرد تمیز می‌شود. از ترکیب شیمیایی آن گرفته شده‌است. در آب گرم محلول است و با آب سرد تمیز می‌شود. Na2O:۱۶٫۹۹٪  Fe2O۳:۲۱٫۸۷٪  SO۳:۴۳٫۸۷٪  H2O:۱۷٫۲۷٪  برای اولین بار در شیلی کشف شد و از نظر شکل بلور: کشیده و با برجستگیهای طولی، رنگ: زرد - قهوه‌ای - زرد یا نارنجی، شفافیت: نیمه شفاف، جلا: شیشه‌ای - مات، رخ: کامل - مطابق باسطح، سیستم تبلور: رمبوئدریک و در رده‌بندی سولفات است  و منشأ تشکیل آن ثانوی است.
همایند کانی‌شناسی (پارانژ) آن - ملانتریت- ولتائیت- پیریت است
، از نظر ژیزمان رشته‌ای ظریف - تجمع پیازی شکل - قشر قشر کمیاب است و بیشتر در شیلی، بولیوی، روسیه و جزایر دریای خزر یافت می‌شود.